# Cattedrale di San Pietro (Frascati)
La cattedrale di San Pietro è il principale luogo di culto cattolico di Frascati, in provincia di Roma, e sede vescovile della sede suburbicaria di Frascati.

## Storia
L'attuale cattedrale della diocesi tuscolana è la quinta di altre cattedrali che nei secoli passati ebbero la sede della cattedra del vescovo tuscolano, la labicana quintanense posta presso la "Statio ad Quintanas" sulla via Labicana al XV miglio, la tuscolana della Città di Tuscolo, la chiesa di Santa Maria in Monastero in Roma sul colle Esquilino e dal 1538 l'antica chiesa di Santa Maria in Vivario in Frascati.
Sennonché, col crescere della popolazione, questa chiesa divenne troppo angusta, come riferito dalla relazione del cardinale vescovo Alfonso Gesualdo, risalente al 16 ottobre 1588.
Il nuovo cardinale vescovo, Tolomeo Gallio, constatata l'angustia della parrocchiale antica, prese risoluzione di erigerne una nuova. Così sentiti il Governatore della città, il Consiglio della Comunità e papa Clemente VIII, il 24 maggio 1599. I fondi iniziali per la costruzione ammontavano a 1000 scudi versati dal papa; la fabbrica si approvvigionò poi con fondi della comunità di Frascati, da libere offerte, da prestiti con enti religiosi e privati, e dal 1608 da una tassa imposta sul vino locale venduto.
Il progetto fu realizzato dall'architetto Ottaviano Nonni, detto "il Mascherino". Poiché i lavori proseguivano a rilento, per problemi economici, il cardinale vescovo Mariano Pierbenedetti nel 1608 propone alla comunità di concludere i lavori allo stato in cui sono e di coprire l'edificio per renderlo officiabile. La proposta verrà accettata e la prima messa verrà celebrata nella nuova cattedrale nel 1610. Fino ad allora erano stati spesi 8000 scudi.
In seguito ad ulteriori lavori, nel 1636 la cattedrale venne consacrata ufficialmente dal cardinale vescovo Fausto Poli; la consacrazione dell'ultimo altare minore, sito nella cappella di sant'Isidoro, avvenne nel 1680 ad opera del cardinale vescovo Cybo.
Dato che la chiesa era ancora priva di facciata, la comunità di Frascati con deliberazione del 24 giugno 1696 decise di darsi da fare per la realizzazione della medesima. Venne chiamato l'architetto Girolamo Fontana per tracciare il progetto, che venne messo in opera entro il 1698, per un costo complessivo di 30.000 scudi.
Nel 1703 il cardinale vescovo Lorenzo Corsini curò la risistemazione del presbiterio; nel 1747 vennero disposti gli orologi sui due campanili ai lati della facciata; nel 1788 il cardinale vescovo Enrico Benedetto Stuart Duca di York donò un nuovo organo alla Cattedrale.
Dato lo stato di decadenza della chiesa, il cardinale vescovo Antonio Maria Cagiano de Azevedo nel 1857 sollecitò pressantemente la Comunità di Frascati ad effettuare lavori, che terminarono in occasione del Sinodo diocesano del 24 maggio 1858. Nel 1908 venne risistemato il pavimento, con particolare cura per le numerose iscrizioni sepolcrali presenti sul piano di calpestio.
L'8 settembre 1943 il bombardamento alleato su Frascati, che colpì duramente l'intera cittadina, la cattedrale rimase gravemente danneggiata specialmente nella zona del presbiterio, distrutto l'organo ma le cappelle laterali delle navate subirono danni minori; per fortuna l'altorilievo del Ferrucci rimase intatto. La riedificazione dell'edificio, a cura del Genio Civile e del vescovo Biagio Budellacci, fu completata nel 1949. Il tetto della cattedrale è stato restaurato nel 1965 e la facciata nel 2002.
Il 1º marzo 1975 il papa Paolo VI annovera la cattedrale tra le basiliche minori.

## Descrizione

### Misure e dimensioni
| Parametro                | Misura.     |
| ------------------------ | ----------- |
| Lunghezza                | 42,30 metri |
| Altezza al tetto         | 21,80 metri |
| Larghezza della facciata | 32,10 metri |

### Esterno

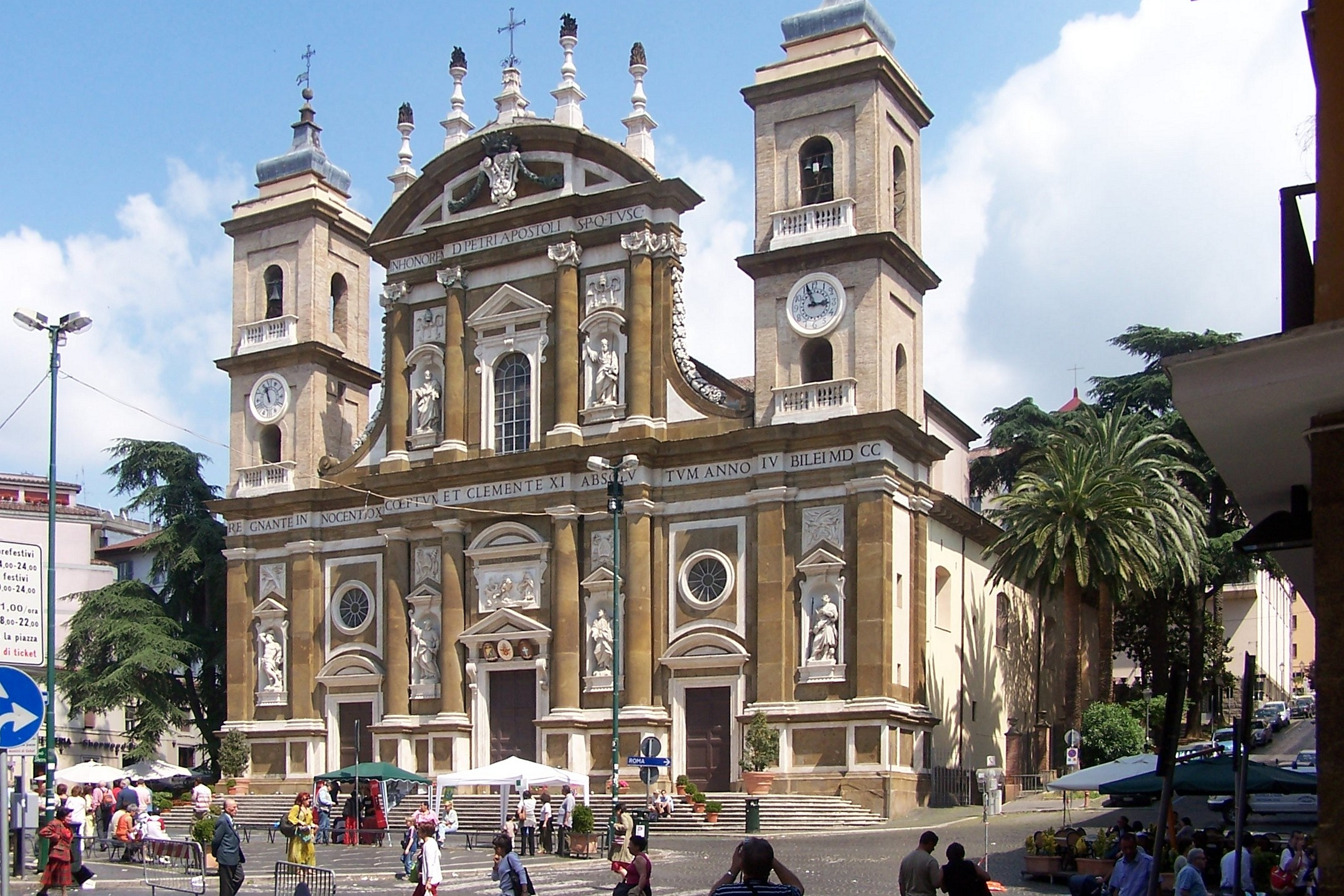
Esterno della cattedrale

La cattedrale di San Pietro, si trova nel centro storico di Frascati, in piazza San Pietro.
La pregevole facciata, a salienti, è stata eretta con pietra tuscolana estratta dalle cave di Monte Porzio Catone, Frascati e con travertino di Tivoli. Essa, è affiancata da due campanili, ciascuno dei quali dotato, sulla parte anteriore, di un orologio; mentre l'orologio del campanile di destra è a dodici ore, quello del campanile di sinistra è a sei ore.
La facciata è divisa in due fasce sovrapposte da un cornicione in marmo, sorretto, nella fascia inferiore, da quattro semicolonne tuscaniche al centro e da due coppie di paraste tuscaniche ai lati. Nella parte inferiore, alternate ai tre portali, si aprono quattro nicchie contenenti, da sinistra, le statue di San Sebastiano (di Girolamo Gramignoli), San Giacomo Minore (di Giuseppe Napolini), San Filippo Apostolo (di Vincenzo Felici) e San Rocco (di Pietro Maiuri). Sopra il portale centrale, vi è un altorilievo in marmo raffigurante Gesù che rimprovera Pietro per la sua poca fede, opera di Bernardino Cametti. Nella fascia superiore, invece, ai lati del finestrone ad arco a tutto sesto, anch'esse entro nicchie, vi sono le statue di San Pietro, a sinistra, e San Paolo, a destra, entrambe opera di Andrea Fucigna.

### Interno

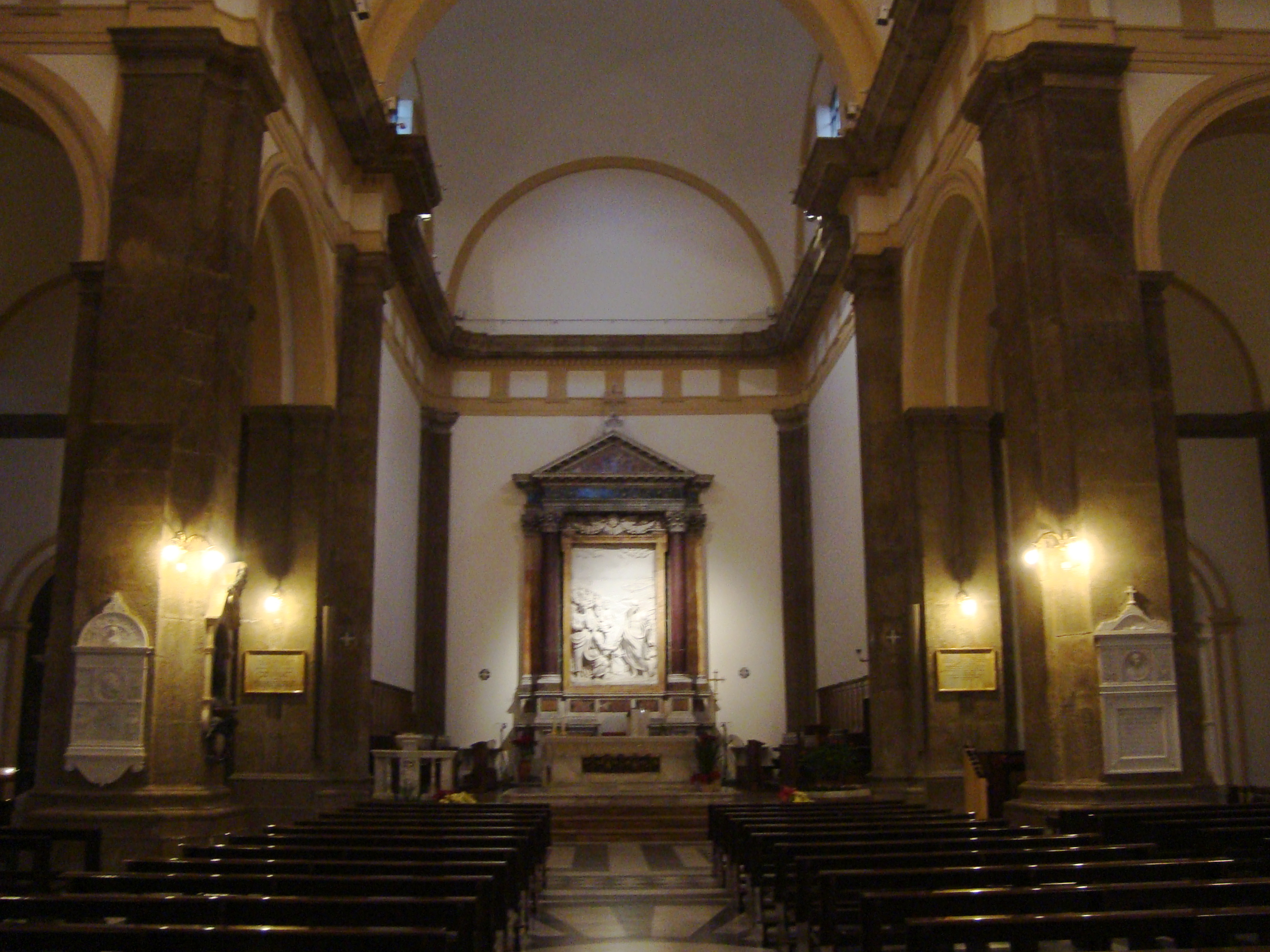
Interno della cattedrale di San Pietro Apostolo in Frascati

L'interno della cattedrale è a croce greca, con abside quadrata sporgente in fondo alla navata centrale. L'interno originariamente era completamente affrescato, ma dopo i bombardamenti del 1943 è stato rifatto senza ornamenti, con una semplice tinta color avorio. La copertura dei due bracci del transetto e della navata è con volta a botte; quella dei quattro ambulacri, invece, è con volta a vela.
Il presbiterio, modificato dopo il Concilio Vaticano II, occupa interamente l'abside, anch'essa coperta con volta a vela; al centro, si trova l'altare in marmo. A ridosso della parete fondale, vi è l'ancona dell'antico altare barocco, che presenta al centro, inquadrato fra due colonne corinzie, l'altorilievo Consegna delle chiavi a Pietro, realizzato nel 1612 dallo scultore fiorentino Pompeo Ferrucci. Alla base dell'ancona, si trova la cattedra episcopale.

### Organi a canne
Sulla cantoria lignea in controfacciata, si trova l'organo a canne, costruito nel 2009 dalla ditta organaria Bonizzi-Inzoli. Lo strumento, a trasmissione mista, meccanica per i manuali e il pedale, elettrica per i registri, ha tre tastiere di 58 note ciascuna ed una pedaliera concavo-radiale di 30.
Nel secondo ambulacro di destra, si trova un moderno organo positivo, con unica tastiera privo di pedaliera.